# Другосимоновская
Другосимоновская — деревня в Верховажском районе Вологодской области.
Входит в состав Нижнекулойского сельского поселения, с точки зрения административно-территориального деления — в Нижнекулойский сельсовет.
Расстояние по автодороге до районного центра Верховажья — 32 км, до центра муниципального образования Урусовской — 6 км. Ближайшие населённые пункты — Титовская, Симоновская, Дуравинская.
По переписи 2002 года население — 49 человек (23 мужчины, 26 женщин). Всё население — русские.